# گربه‌کوسه‌های اشرودر
گربه‌کوسه‌های اشرودر (نام علمی: Schroederichthys) نام یک سرده از تیره گربه‌کوسه است.